# Spettanze
Le spettanze, nel diritto del lavoro in Italia, sono i diritti maturati dal lavoratore che devono essere corrisposti in ogni caso di interruzione del rapporto di lavoro, sia in presenza di dimissioni che di licenziamento per giusta causa o giustificato motivo (oggettivo o soggettivo).

## Descrizione
Il datore di lavoro deve liquidare le spettanze entro tre mesi dalla data di interruzione del rapporto di lavoro. In presenza di ricorsi presso il pretore del lavoro (es. impugnazione del licenziamento per reintegra o pagamento di un'indennità), il termine di 3 mesi decorre dalla data della sentenza che eventualmente confermi l'interruzione del rapporto di lavoro.
Trattandosi di un diritto acquisito del lavoratore, ammontare, termini e modalità di pagamento delle spettanze non sono oggetto di contenzioso.

## Tipologie principali
Le spettanze includono:
- trattamento di fine rapporto;
- quota di tredicesima e quattordicesima mensilità maturate, calcolate in dodicesimi di anno;
- indennità per ferie e festività maturate e non godute;
- retribuzione complessiva dei giorni lavorati nel mese corrente;
- eventuale monetizzazione dei permessi annui retribuiti previsti nel settore;
- eventuale indennità di mancato preavviso, se il datore decide di interrompere il rapporto, senza applicare il periodo di preavviso contrattuale.

Il lavoratore può promuovere davanti al giudice un'azione esecutiva e ottenere il pignoramento dei beni del datore per il soddisfacimento del proprio credito.

## Tutela giuridica
Se il datore di lavoro sia dichiarato insolvente o fallisca, i lavoratori sono iscritti nella lista dei creditori privilegiati insieme agli istituti di credito (legge n. 426 del 1975, art. 251-bis c.c. numero 1, e, per i contributi previdenziali e assistenziali, art. 2116).
Se dalla vendita all'incanto dei beni il dipendente non ottiene piena copertura del credito, interviene un fondo di garanzia istituito presso l'INPS, per la copertura del TFR e delle ultime tre mensilità non pagate.